# 2022년 동계 올림픽 스켈레톤
2022년 동계 올림픽 스켈레톤은 2022년 동계 올림픽의 정식 종목으로 열린 스켈레톤 경기로 2022년 2월 10일부터 12일까지 중화인민공화국 베이징의 옌칭 국립 슬라이딩 센터에서 열렸다.

## 경기 일정
다음은 스켈레톤 종목의 전 경기 일정이다. 볼드체는 결승전 경기이다.
모든 시간은 중국의 시간(UTC+8) 기준이다.
| 날짜     | 시간  | 종목              |
| -------- | ----- | ----------------- |
| 2월 10일 | 09:30 | 남자 - 1-2차 주행 |
| 2월 11일 | 09:30 | 여자 - 1-2차 주행 |
| 2월 11일 | 20:20 | 남자 - 3-4차 주행 |
| 2월 12일 | 20:20 | 여자 - 3-4차 주행 |

## 메달 집계

### 메달 순위
| 순위 | 국가           | 금메달 | 은메달 | 동메달 | 합계 |
| ---- | -------------- | ------ | ------ | ------ | ---- |
| 1    | 독일           | 2      | 1      | 0      | 3    |
| 2    | 오스트레일리아 | 0      | 1      | 0      | 1    |
| 3    | 네덜란드       | 0      | 0      | 1      | 1    |
| 3    | 중화인민공화국 | 0      | 0      | 1      | 1    |
| 합계 | 합계           | 2      | 2      | 2      | 6    |

### 메달리스트
| 종목        | 금                         | 금      | 은                             | 은      | 동                      | 동      |
| ----------- | -------------------------- | ------- | ------------------------------ | ------- | ----------------------- | ------- |
| 남자 자세히 | 크리스토퍼 그로테어 · 독일 | 4:01.44 | 악셀 융크 · 독일               | 4:01.67 | 옌원강 · 중화인민공화국 | 4:01.77 |
| 여자 자세히 | 하나 나이제 · 독일         | 4:07.62 | 재클린 내러콧 · 오스트레일리아 | 4:08.24 | 킴벌리 보스 · 네덜란드  | 4:08.46 |

## 참가국
괄호 안의 숫자는 참가 선수의 숫자이다.
- 네덜란드 (1)
- 대한민국 (3)
- 독일 (6)
- 라트비아 (3)
- 러시아 올림픽 위원회 (6)
- 미국 (3)
- 미국령 버진아일랜드 (1)
- 벨기에 (1)
- 브라질 (1)
- 스위스 (1)
- 스페인 (1)
- 아메리칸사모아 (1)
- 영국 (4)
- 오스트레일리아 (2)
- 오스트리아 (3)
- 우크라이나 (1)
- 이탈리아 (3)
- 중화인민공화국 (4)
- 체코 (1)
- 캐나다 (3)
- 푸에르토리코 (1)